# Solanum senticosum
Solanum senticosum är en potatisväxtart som beskrevs av Anthony R. Bean. Solanum senticosum ingår i släktet skattor som ingår i familjen potatisväxter. Inga underarter finns listade i Catalogue of Life.